# Schamil Kerimowitsch Serikow

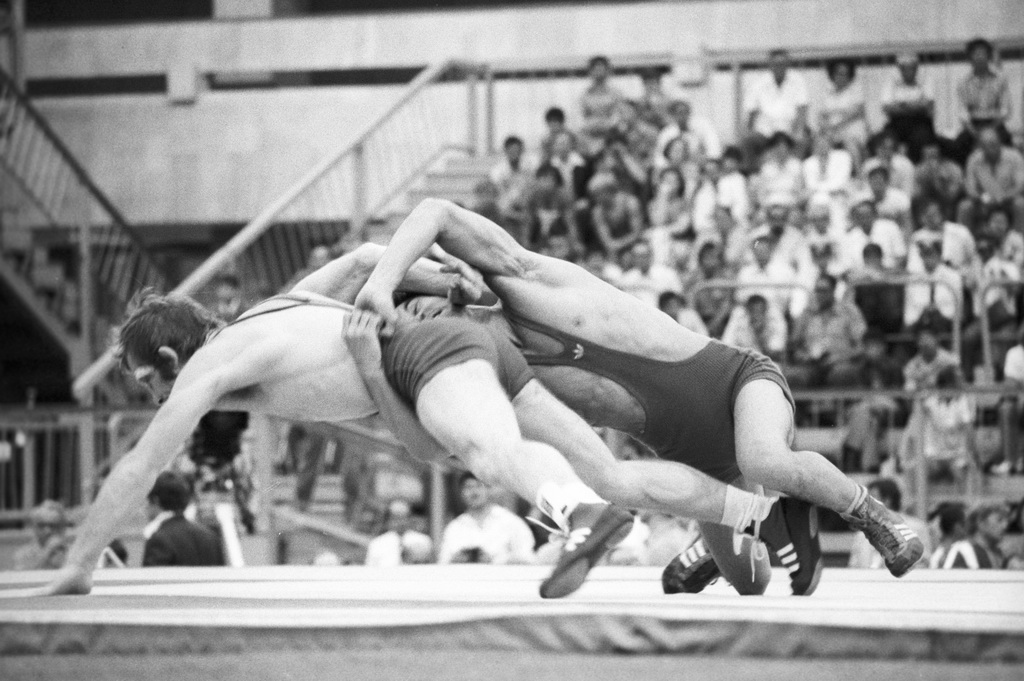
Schamil Kerimowitsch Serikow

Schamil Kerimowitsch Serikow (russisch Шамиль Керимович Сериков; * 5. März 1956 in Almaty, Kasachische SSR; † 22. November 1989) war ein sowjetischer Ringer. Er war Olympiasieger 1980 im griechisch-römischen Stil im Bantamgewicht.

## Werdegang
Schamil Serikow, ein Kasache, begann als Jugendlicher mit dem Ringen. Er wurde Mitglied von Dinamo Alma-Ata, dem heutigen Almaty. In dieser Sportvereinigung, in der zu Zeiten der Sowjetunion die besten Ringer Süd-Kasachstans zusammengezogen wurden, entwickelte er sich bald zu einem Weltklasseringer im griechisch-römischen Stil. Trainiert wurde er von A. Scharkow.
Den Durchbruch in die absolute Spitzenklasse der Sowjetunion schaffte er 1978, als er sowjetischer Meister im Bantamgewicht vor Wassili Karatajew u. Witali Konstantinow wurde. Er wurde deshalb noch im gleichen Jahr zur Weltmeisterschaft nach Mexiko-Stadt entsandt. Schamil konnte dort voll überzeugen und mit sieben Siegen Weltmeister werden. In den Finalkämpfen besiegte er dabei Ivan Frgić aus Jugoslawien und Pasquale Passarelli aus der Bundesrepublik Deutschland.
Auch das Jahr 1979 gestaltete sich für Schamil äußerst erfolgreich. Zunächst wurde er in Bukarest Europameister im Bantamgewicht vor Pasquale Passarelli und dann verteidigte er im Herbst in San Diego den 1978 gewonnenen WM-Titel erfolgreich. Wieder war es dabei Pasquale Passarelli, der sich Schamil im Endkampf beugen musste.
Den vierten Sieg in Folge bei einer großen internationalen Meisterschaft feierte Schamil Serikow dann bei den Olympischen Spielen 1980 in Moskau. Infolge des Olympiaboykotts durch die Bundesregierung konnte dort Pasquale Passarelli nicht starten. Schamil erkämpfte sich sechs Siege und im Endkampf gegen Józef Lipień aus Polen die Goldmedaille.
Zum letzten Mal war Schamil dann bei der Europameisterschaft 1981 in Göteborg bei einer internationalen Meisterschaft am Start. Er war dort nicht mehr in der Form der Jahre 1978 bis 1980, verlor gegen Piotr Michalik aus Polen und Pasquale Passarelli und musste sich mit dem 5. Platz begnügen. Bei der sowjetischen Meisterschaft dieses Jahres hatte er gar nur den 9. Platz belegt. Ab 1982 gehörte er nicht mehr zur sowjetischen Nationalmannschaft.
Er wurde deshalb bei keiner internationalen Meisterschaft mehr eingesetzt, war aber noch einige Jahre lang Trainer im Nachwuchsbereich. Schamil Serikow verstarb 1989 im Alter von nur 33 Jahren. Für seine Verdienste um den Ringersport wurde er im September 2013 in die FILA International Wrestling Hall of Fame aufgenommen.

## Internationale Erfolge
(OS = Olympische Spiele, WM = Weltmeisterschaft, EM = Europameisterschaft, GR = griech.-röm. Stil, Ba = Bantamgewicht, damals bis 57 kg Körpergewicht)
- 1976, 1. Platz, IV. Spartakiade der Polizeiorgane der soz. Länder (Junioren), GR, Ba, vor Sidorkiewicz, Polen und Parwanow, Bulgarien;
- 1978, 1. Platz, "Iwan-Poddubny"-Turnier in Minsk, GR, Ba, vor Ryszard Swierad, Polen u. Turanian, Iran;
- 1978, 1. Platz, WM in Mexiko-Stadt, GR, Ba, mit Siegen über Leonel Perez, Kuba, Josef Krysta, CSSR, Herbert Nigsch, Österreich, Yuji Asa, Japan, Józef Lipień, Polen, Ivan Frgić, Jugoslawien u. Pasquale Passarelli, BRD;
- 1979, 1. Platz, Proßer Preis der BRD in Aschaffenburg, GR, Ba, vor Georgi Donew, Bulgarien, Selichi Osanei, Japan, Pasquale Passarelli u. Brian Gust, USA;
- 1979, 3. Platz, Turnier in Klippan/Schweden, GR, Ba, hinter Benni Ljungbeck, Schweden u. Boris Borislaw, Bulgarien u. vor Morten Brekke, Norwegen, Adam Kierpacz, Polen und Rolf Krauß, BRD;
- 1979, 1. Platz, EM in Bukarest, GR, Ba, mit Siegen über Benni Ljungbeck, Antonio Caltabiano, Italien, Einari Suutari, Finnland, Mihai Boțilă, Rumänien, Gyula Molnár, Ungarn, Josef Krysta u. Pasquale Passarelli;
- 1979, 1. Platz, "Werner-Seelenbinder"-Turnier in Leipzig, GR, Ba, vor Pawel Bowalin, UdSSR, Gyula Molnar, Wladiyslaw Pakuszewski, Polen, Bernd Drechsel, DDR u. István Tóth, Ungarn;
- 1979, 1. Platz, WM in San Diego, GR, Ba, mit Siegen über Gyula Molnar, Diego La Bruto, Frankreich, Haralambos Holidis, Griechenland, Ronny Sidge, Norwegen, Antonio Caltabiano u. Pasquale Passarelli;
- 1980, Goldmedaille[2], OS in Moskau, GR, Ba, mit Siegen über Julien Mewis, Belgien, Mihai Boțilă, Antonio Caltabiano, Josef Krysta, Benni Ljungbeck u. Józef Lipień;
- 1981, 2. Platz, Großer Preis der BRD in Aschaffenburg, GR, Ba, hinter Piotr Michalik, Polen u. vor Rolf Krauß, Pasquale Passarelli, Benni Ljungbeck u. Dieter Schwind, BRD;
- 1981, 5. Platz, EM in Göteborg, GR, Ba, mit Siegen über Michel Mercader, Frankreich, Nicolae Zamfir, Rumänien u. Einari Suutari u. Niederlagen gegen Piotr Michalik u. Pasquale Passarelli